# Ernst von Plener
Ernst von Plener (18. října 1841 Cheb – 29. dubna 1923 Vídeň) byl rakousko-uherský, respektive předlitavský politik, předák německorakouské Ústavní strany, v letech 1893–1895 ministr financí Předlitavska.

## Biografie
Jeho otcem byl rakousko-uherský politik a ministr vlády Předlitavska Ignaz von Plener. Ernst von Plener vystudoval v letech 1858–1862 právo na Vídeňské univerzitě. V roce 1863 získal titul doktora práv. Působil pak v rakouské diplomacii ve Francii a Velké Británii, kde se zabýval rozborem anglického parlamentarismu.
V prvních přímých volbách do Říšské rady roku 1873 získal mandát v Říšské radě (celostátní zákonodárný sbor), kde převzal mandát svého otce. Zvolen byl za kurii obchodních a živnostenských komor, obvod Cheb. Mandát obhájil i ve volbách do Říšské rady roku 1879, volbách do Říšské rady roku 1885 a volbách do Říšské rady roku 1891.
Stejně jako otec se v parlamentu angažoval v liberální a centralistické tzv. Ústavní straně. Byl jejím předákem. Na Říšské radě se v říjnu 1879 uvádí jako člen staroněmeckého Klubu liberálů (Club der Liberalen). V některých otázkách jako okupace Bosny a Hercegoviny, s níž nesouhlasil, nebo kontroverze okolo slovinského gymnázia v Celji, se ale se stranou názorově rozcházel. Byl rovněž odpůrcem volební reformy a podporoval zachování kuriového systému. V státoprávních otázkách byl centralistou, zastáncem jednotného státu a odpůrcem státoprávních aspirací neněmeckých národností. Odmítal Stremayrova jazyková nařízení.
Od roku 1881 byl členem klubu Sjednocené levice, do kterého se spojilo několik ústavověrných (liberálně a centralisticky orientovaných) politických proudů. Za tento klub uspěl i ve volbách roku 1885. Po rozpadu Sjednocené levice přešel do frakce Německorakouský klub. V roce 1890 se uvádí jako poslanec obnoveného klubu německých liberálů, nyní oficiálně nazývaného Sjednocená německá levice. I ve volbách roku 1891 byl na Říšskou radu zvolen za klub Sjednocené německé levice.
V roce 1890 se podílel na pokusu o česko-německé vyrovnání v Čechách (takzvané punktace). Punktace hodnotil jako úspěch českých Němců („Dnes můžeme konstatovat, že se síle a vytrvalosti německého lidu v Čechách podařilo dosáhnout velikých úspěchů.“), ale Češi nakonec tuto dohodu odmítli. Již od poloviny 80. let 19. století byl zastáncem rozdělení Čech podle etnických hranic. Zasedal na Českém zemském sněmu.

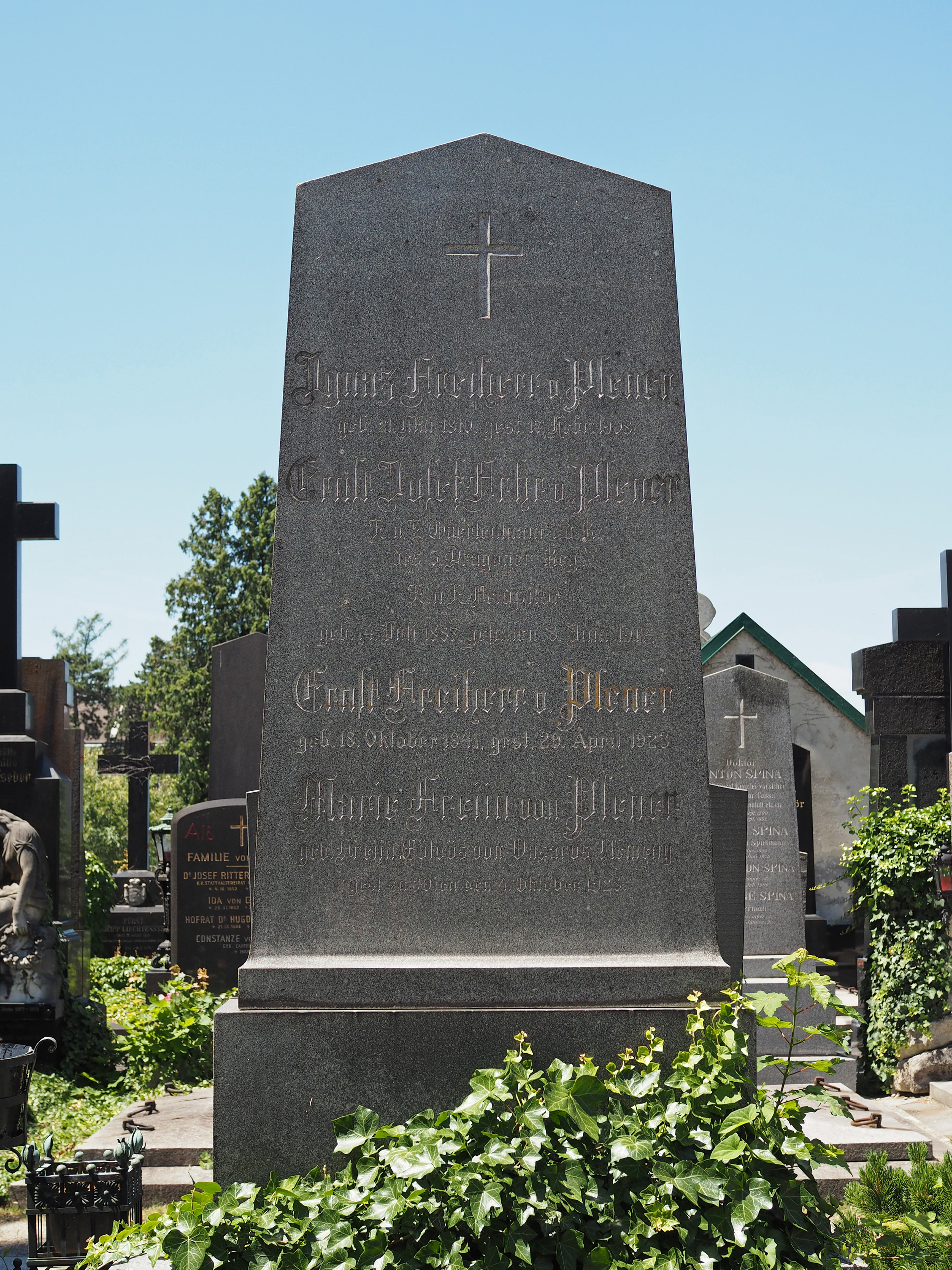
Rodinný hrob rodiny von Plener na vídeňském hřbitově Hietzing

V roce 1893 se podílel na pádu vlády Eduarda Taaffeho. Když totiž předseda vlády Taaffe navrhl zásadní reformu volebního systému, utvořila se proti němu v parlamentu okamžitě protivládní většina. Ještě téhož dne se v kuloárech Říšské radě sešel Plener coby předák liberálů a Karl Sigmund von Hohenwart, hlavní postava konzervativní německorakouské (dosud provládní) pravice. 12. listopadu 1893 se pak stal ministrem financí Předlitavska v následné vládě Alfreda Windischgrätze. Ve vládě setrval do 19. června 1895. Jako ministr se zabýval zejména daňovou reformou.
Po odchodu z vlády opustil dočasně aktivní politiku, protože dopisem z 2. července 1895 rezignoval i na poslanecké křeslo v Říšské radě. Zastával potom v letech 1895–1918 post prezidenta vrchního účetního dvora. V roce 1900 se stal členem Panské sněmovny (jmenovaná horní komora Říšské rady). Politicky nadále patřil k zastáncům liberalismu a stoupencům německého charakteru Rakouska. Takto se prezentoval ještě ve svém posledním vystoupení ve sněmovně v roce 1918, kdy kritizoval pacifistické tendence poslední předlitavské vlády Heinricha Lammasche.